# エドゥアルド・トロヤノフスキー
エドゥアルド・トロヤノフスキー（英語: Eduard Troyanovsky, 1980年5月30日 - ）は、ロシアの元キックボクサー。プロボクサー。オムスク出身。元IBF世界スーパーライト級王者。

## ファイトスタイル
トロヤノフスキーは元々はキックボクサーであった。ウニヴェルズムに所属当時、ユルゲン・ブリーマーやフェリックス・シュトルムのスパーリングパートナーとして何度も拳を合わせ強打を磨いた。年齢を重ねても強打を発揮している。2012年に帰国して2年ぶりに復帰した時に強打が本格的に開花した遅咲きの選手だった。歴戦の相手（元世界ランカーや元世界王者）に臆することなくプレッシャーをかけてガードを高くして積極的に前進し左フックで距離を取ってから右アッパーで動きを止めてフックの乱れ打ちのコンビネーションを得意としている。希にではあるが強烈な左アッパーがカウンターの形で飛んでくる。フィニッシュになるのは右フック（時折右アッパーになることも）で相手の動きが止まってから飛んでくることが多く、棄権させたり戦意を奪うことが多い。また強打の選手に多いディフェンスの不安がなく、間一髪でかわしたり攻撃しながらの防御力が特に優れている。強打で怪我する割合が低くリカバリー力が高い評価がある。早い段階で倒すことが多く、速攻型のイメージが強かったがセサール・レネ・クエンカとの2度に渡る対戦では相手のアップテンポなアウトボクシングにスタミナ不足が噂されていたが、左ストレートを軸にして慎重に崩すなど戦術も幅広く熟練の技と言える評価がある。

## 来歴
2009年11月28日、ハレ・アン・デア・ザーレのKSCハレ08e．V．でデビュー戦を行い、4回判定勝ちを収めた。
2010年12月14日、シュヴェリーンのスポーツ・アンド・コングレス・センターでマット・ゼガンとWBOヨーロピアンライト級王座決定戦を行い、3回2分59秒TKO勝ちを収め王座獲得に成功した。
2012年9月18日、ドイツのプロモーターウニヴェルズムの崩壊でホームにしていたドイツからロシアに帰国。一旦ブランクを作り2年振りに復帰。モスクワのワルシャフカ・スカイでPABAライト級王座決定戦をジョセフ・ボン・ミニョサと行い、ミニョサの7回終了時棄権により王座獲得に成功した。
2012年12月17日、モスクワ州クラスノゴルスク市ミャキニノのクロッカス・シティ・ホールでワルテル・エストラーダと対戦し、2回2分58秒KO勝ちを収めPABA王座の初防衛に成功した。
2013年3月8日、モスクワのクリリヤ・ソヴェトフでオーレン・パディージャと対戦し、2回45秒TKO勝ちを収めPABA王座の2度目の防衛に成功した。
2013年5月17日、モスクワ州クラスノゴルスクミャキニノのクロッカス・シティ・ホールでルイス・ザンブラーノと対戦しPABA王座の3度目の防衛を目指す予定だったが、トロヤノフスキーに前日計量で体重超過があり王座を剥奪された為ザンブラーノが勝てば新王者となる条件で試合は行われ、トロヤノフスキーが2回KO勝ちを収めた為、王座は空位となった。
2014年3月20日、モスクワでWBA世界ライト級王者リカルド・アブリルと対戦する予定だったが、アブリルの足首の負傷が悪化した為、試合は延期となった。
2014年4月25日、モスクワでWBA世界ライト級王者リカルド・アブリルと対戦する予定だったが、トロヤノフスキーが右手中指を骨折したため再度延期となった。
2014年6月7日、モスクワのダイナモ・スポーツ・パレスでWBA世界ライト級王者リカルド・アブリルと対戦する予定だったがまたも延期となり、試合は中止となった。
2014年10月24日、モスクワのルジニキ・スタジアムで元WBA世界ライト級王者ホセ・アルファロとWBAインターナショナルライト級王座決定戦を行い、5回32秒TKO勝ちを収め王座獲得に成功した。
2014年11月28日、モスクワのルジニキ・スタジアムでホセ・アグスティン・フェリアとWBAインターコンチネンタルスーパーライト級王座決定戦を行い、初回2分52秒KO勝ちを収め王座獲得に成功した。
2015年4月10日、モスクワのルジニキ・スタジアムでアイク・シャクナザリャンとIBO世界スーパーライト級王座決定戦を行い、8回57秒KO勝ちを収め王座獲得に成功した。
2015年11月4日、カザンのタトネフト・アリーナでIBF世界スーパーライト級王者のセサール・レネ・クエンカと対戦し、6回2分44秒TKO勝ちを収めIBO王座の初防衛に成功、IBF王座の獲得にも成功した。この勝利でクエンカの無敗記録を48で止めた。
2016年4月8日、モスクワのクリリヤ・ソヴェトフで元IBF世界スーパーライト級王者でIBF世界スーパーライト級6位のセサール・レネ・クエンカと6ヵ月ぶりに再戦し、7回2分14秒TKO勝ちを収めIBF王座の初防衛に成功、IBO王座の2度目の防衛にも成功した。
2016年9月9日、モスクワのクリリヤ・ソヴェトフで元OPBF東洋太平洋スーパーライト級王者でIBF世界スーパーライト級1位の小原佳太と対戦し、2回1分35秒でTKO勝ちを収めIBF王座の2度目の防衛に成功、IBO王座の3度目の防衛にも成功した。
2016年12月3日、モスクワのメガスポルトでIBF世界スーパーライト級15位のジュリアス・インドンゴと対戦し、スーパーライト級世界戦最短KO記録となるプロ初黒星となる初回40秒KO負けを喫しIBF王座の3度目の防衛に失敗、IBO王座の4度目の防衛にも失敗し王座から陥落した。
2017年7月1日、モスクワでミケーレ・ディ・ロッコとスーパーライト級10回戦を行い、4回2分18秒KO勝ちを収め再起した。
2017年11月27日、モスクワでWBA世界スーパーライト級3位のカルロス・マヌエル・ポルティージョとWBA世界スーパーライト級挑戦者決定戦を行い、初回2分13秒KO勝ちを収めWBA王座への挑戦権獲得に成功した。
2018年10月7日、横浜アリーナで行われたWorld Boxing Super Seriesスーパーライト級一回戦でWBA世界スーパーライト級王者キリル・レリクと対戦し、12回判定負けを喫し、王座獲得とWBSS準決勝進出を共に失敗した。

## 戦績
- プロボクシング：29戦 27勝 (24KO) 2敗

| 戦           | 日付           | 勝敗 | 時間     | 内容    | 対戦相手                           | 国籍         | 備考                                           |
| ------------ | -------------- | ---- | -------- | ------- | ---------------------------------- | ------------ | ---------------------------------------------- |
| 1            | 2009年11月28日 | 勝利 | 4R       | 判定3-0 | リチャード・ズワーグ               | ドイツ       | プロデビュー戦                                 |
| 2            | 2009年12月4日  | 勝利 | 1R       | TKO     | イッサ・エル・スレイマン           | ドイツ       |                                                |
| 3            | 2010年5月19日  | 勝利 | 4R       | 判定3-0 | トマス・フレイタグ                 | ドイツ       |                                                |
| 4            | 2010年6月5日   | 勝利 | 1R 1:55  | TKO     | ミルコ・ペンツ                     | ドイツ       |                                                |
| 5            | 2010年6月26日  | 勝利 | 2R       | TKO     | スレイマン・ダグ                   | トルコ       |                                                |
| 6            | 2010年8月14日  | 勝利 | 2R       | TKO     | ピーター・チョマノフ               | ドイツ       |                                                |
| 7            | 2010年9月11日  | 勝利 | 1R       | TKO     | マウリシー・ゴジコ                 | ポーランド   |                                                |
| 8            | 2010年10月9日  | 勝利 | 4R       | TKO     | ジャン・バローグ                   | チェコ       |                                                |
| 9            | 2010年12月4日  | 勝利 | 3R 2:59  | TKO     | マット・ゼガン                     | ポーランド   | WBOヨーロピアンライト級王座決定戦              |
| 10           | 2012年4月4日   | 勝利 | 6R       | 判定3-0 | ヤウヘニー・クルヒニク             | ベラルーシ   |                                                |
| 11           | 2012年6月20日  | 勝利 | 10R 2:53 | TKO     | クラウディネイ・ラセルダ           | ブラジル     |                                                |
| 12           | 2012年9月18日  | 勝利 | 7R 3:00  | KO      | ジョセフ・ボン・ミニョサ           | フィリピン   | PABAライト級王座決定戦                         |
| 13           | 2012年12月17日 | 勝利 | 2R 2:58  | KO      | ワルテル・エストラーダ             | コロンビア   | PABA防衛1                                      |
| 14           | 2013年3月8日   | 勝利 | 2R 0:45  | TKO     | オーレン・パディージャ             | コロンビア   | PABA防衛2                                      |
| 15           | 2013年5月17日  | 勝利 | 2R 0:34  | TKO     | ルイス・ザンブラーノ               | コロンビア   | 体重超過により王座剥奪                         |
| 16           | 2013年11月15日 | 勝利 | 2R 2:59  | TKO     | マイケル・オドゥヒマンボ           | ケニア       |                                                |
| 17           | 2013年12月21日 | 勝利 | 2R 2:47  | TKO     | アラン・カモーテ                   | タンザニア   |                                                |
| 18           | 2014年5月30日  | 勝利 | 4R 0:48  | TKO     | アントン・ベキッシュ               | ベラルーシ   |                                                |
| 19           | 2014年10月24日 | 勝利 | 5R 0:32  | TKO     | ホセ・アルファロ                   | ニカラグア   | WBAインターナショナルライト級王座決定戦        |
| 20           | 2014年11月28日 | 勝利 | 1R 2:52  | KO      | ホセ・アグスティン・フェリア       | コロンビア   | WBAコンチネンタルスーパーライト級王座決定戦    |
| 21           | 2015年4月10日  | 勝利 | 8R 0:57  | KO      | アイク・シャクナザリャン           | アルメニア   | IBO世界スーパーライト級王座決定戦              |
| 22           | 2015年6月22日  | 勝利 | 3R 1:55  | KO      | ロナウド・ポンテラス               | フィリピン   |                                                |
| 23           | 2015年11月4日  | 勝利 | 6R 2:44  | TKO     | セサール・レネ・クエンカ           | アルゼンチン | IBF世界スーパーライト級タイトルマッチ IBO防衛1 |
| 24           | 2016年4月8日   | 勝利 | 7R 2:14  | TKO     | セサール・レネ・クエンカ           | アルゼンチン | IBF防衛1・IBO防衛2                             |
| 25           | 2016年9月9日   | 勝利 | 2R 1:35  | TKO     | 小原佳太                           | 日本         | IBF防衛2・IBO防衛3                             |
| 26           | 2016年12月3日  | 敗北 | 1R 0:40  | KO      | ジュリアス・インドンゴ             | ナミビア     | IBF・IBO王座陥落                               |
| 27           | 2017年7月1日   | 勝利 | 4R 2:18  | KO      | ミケーレ・ディ・ロッコ             | イタリア     |                                                |
| 28           | 2017年11月27日 | 勝利 | 1R 2:13  | KO      | カルロス・マヌエル・ポルティージョ | パラグアイ   | WBA世界スーパーライト級挑戦者決定戦            |
| 29           | 2018年10月7日  | 敗北 | 12R      | 判定3-0 | キリル・レリク                     | ベラルーシ   | WBA世界スーパーライト級タイトルマッチ          |
| テンプレート |                |      |          |         |                                    |              |                                                |

## 獲得タイトル
- WBOヨーロピアンライト級王座
- 第13代PABAライト級王座（防衛2）
- WBAインターナショナルライト級王座
- WBAインターコンチネンタルスーパーライト級王座
- IBO世界スーパーライト級王座
- IBF世界スーパーライト級王座（防衛2）